# Десантный корабль

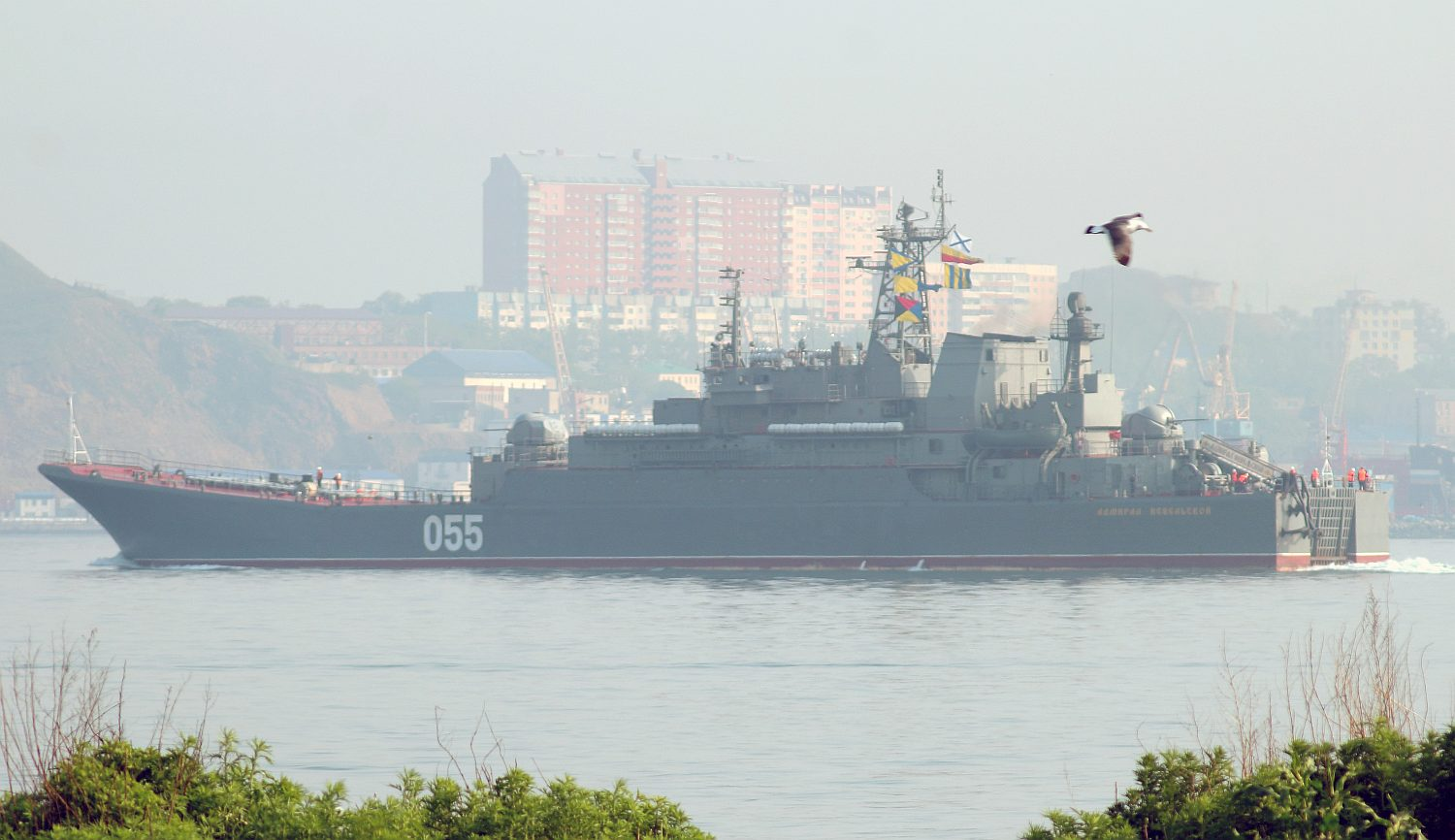
Большой десантный корабль проекта 775

Десантный корабль — класс боевых кораблей, предназначенных для транспортировки (перевозки, доставки) личного состава, вооружения и военной техники, способных производить их высадку на необорудованное побережье.

## Назначение
Главным назначением десантных кораблей является высадка морского десанта, доставка вооружения и военной техники, а также снабженческих грузов на необорудованные места побережья (пляжи, плёсы и других). Также десантные корабли могут привлекаться к снабжению ВМБ и пунктов материально-технического обеспечения (ПМТО) флота. Для этого они имеют усиленную конструкцию корпуса, по возможности малую осадку и плоское днище. Кроме того, на десантные корабли иногда возлагается роль непосредственной огневой поддержки десанта, для чего они оснащаются ствольной артиллерией, реактивными системами залпового огня (РСЗО), а некоторые - допускают базирование боевых вертолётов и самолетов штурмовой авиации. Для собственных и десантируемых войск в период непосредственно высадки ПВО десантные корабли могут оснащаться зенитными пулемётами, зенитной артиллерией и зенитно-ракетными комплексами. Кроме того, в случае базирования на десантных кораблях вертолётов огневой поддержки и самолётов штурмовой авиации, последние также привлекаются к решению задач ПВО, используя управляемые ракеты класса «воздух-воздух».

## История
Корабли, с момента их появления, широко использовались для переброски войск по воде. В античности, в связи с огромной ролью мореплавания для тогдашней цивилизации, флот был необходим для ведения крупных войн. Он позволял быстро перебрасывать на большие расстояния целые армии, а затем и снабжать их, что было затруднительно сделать другими способами, в связи с общей неразвитостью транспортной инфраструктуры. К тому времени относится появление первых кораблей, способных перевозить сотни солдат со всем снаряжением.

Исторические типы кораблей и судов, выполнявших десантную функцию:

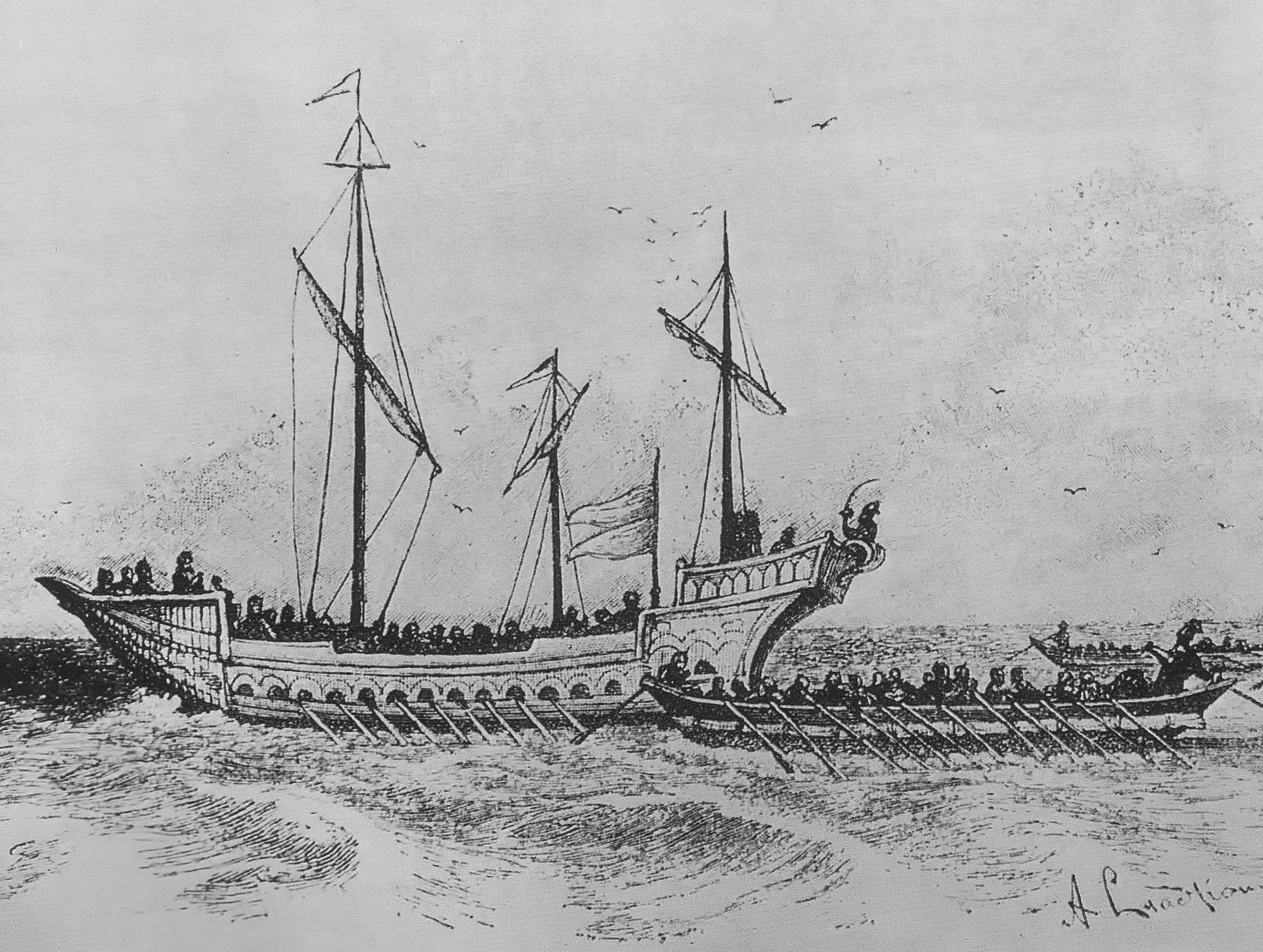
Запорожцы на «чайках» нападают на турецкую галеру. Рисунок Афанасия Сластиона, 1900 год.

- Древнеегипетское, финикийское, древнегреческое и римское (позднее — византийское) парусные торговые суда (начиная приблизительно с 3000 г. до н. э. и до середины XV века н. э.)[4];
- Бот[5] — с V века[6]
- Дхау — с VII века до наших дней;
- Драккар — с VIII века по начало XII века;
- Неф — с X века до XVI века;
- Ушкуй — с XI до XV века;
- Чайка — с XVI века до XVIII века;
- Флейт — с XVI века до XVIII века;
- Дубель-шлюпка — XVIII век;
- Лансон — с XVIII века до XIX века;
- Кочерма — XIX век[7];
- Дощаник (Петровское время).

Англичане, ещё в 1854 году, во время Крымской войны первыми применили плоты для доставки лошадей с кораблей на берег. Эти плоты были сделаны из деревянных бочек в несколько рядов и настила над ними.

### Первая мировая война
Вплоть до Первой мировой войны для высадки морских десантов использовались, как правило, корабли и суда с малой осадкой. С ростом численности десанта и с увеличением количества техники требовались суда большей вместительности. Для уменьшения времени ввода в строй десантных кораблей под эти задачи переоборудовались суда разных типов, в основном, сухогрузных, которые бы вмещали большее количество сил и техники десанта. Наиболее известным таким судном стало во время Первой мировой войны «Ривер Клайд».
В Российском Военно-Морском флоте использовались в качестве десантных кораблей суда, в том числе иностранного производства, под общим названием типа Базный транспорт.
Первые успешные попытки создания специализированного средства доставки на берег техники и живой силы были предприняты в Англии. Так, к 1915 году были созданы невооружённые самоходные с открытым трюмом десантные лихтеры типа X (Икс). Их водоизмещение составляло 160 тонн (длина 30 м, ширина 6,1 м, осадка 1,1 м) первой серии, и 137 тонн (длина 32,2 м, ширина 6,4 м, осадка 1,1 м) второй серии. Они могли принять до 500 человек или до 40 лошадей, или до 4 орудий.

Первое боевое применение этих лихтеров прошло в августе 1915 года при повторном десанте в бухте Сувла. Они помогли сократить потери англичан и австралийцев при высадке. Позже с их помощью прошла скрытная эвакуация войск с берегов Дарданеллы. Около 30 единиц использовались во время 2-й Мировой войны. Всего было построено 200 лихтеров 1-й серии и 25 лихтеров 2-й серии.

Для недопущения большого отставания в Морском министерстве России было принято решение взять опыт использования шхун и барж на Азовском море, которые имели значительную грузоподъёмность и малую осадку, которая резко уменьшалась к носу, что позволяло выгружать товары прямо на берег, и создать собственный проект, аналогичный английскому. Всего за пару месяцев русские конструкторы создали проект, названный «Болиндером». На баржах этого проекта, так же, как и на английских лихтерах, применялись шведские дизели. Строительство десантных барж началось в середине 1916 года. Опыт эксплуатации выявил слабые места данных барж — малую грузоподъемность и дальность плавания.

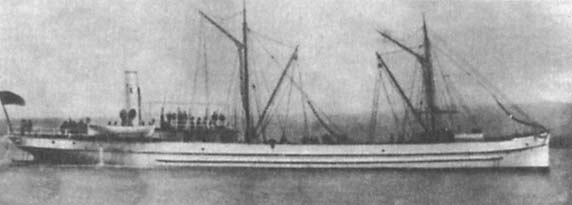
Паровая шхуна купца Эльпидифора

Для решения этих проблем было принято решение о разработке нового проекта более крупного судна. За основу была взята работавшая на Азовском море шхуна купца Эльпидифора водоизмещением около 1000 тонн. Новый проект получил название («Эльпидифор») по имени владельца этой шхуны. Новые десантные баржи имели двойное дно, укреплённое ограждение люков, выдерживавшее вес двух гидросамолетов или быстроходных катеров, и порты для выгрузки артиллерийских орудий и грузов. Балластные цистерны позволяли менять дифферент, тем самым облегчая выход на берег. Баржи были электрифицированы, на передней мачте был установлен прожектор, в рубке находилась радиостанция. Вооружение состояло из трех 102-мм пушек, двух 75-мм зенитных орудий и двух пулемётов. К недостатку этих десантников относилась малая скорость, всего 10 узлов, так как по окончании войны они должны были быть проданы. Октябрьская революция и гражданская война позволили достроить по первоначальному проекту только три баржи (заводские: № 410, № 411 и № 412) к 1919 году. В июне 1920 года было принято решение о достройке еще шести единиц, но уже как канонёрские лодки с вооружением из трех 130-мм пушек и двух 76-мм зенитных орудий. Остальные достраивались как нефтеналивные и сухогрузные суда.

### Вторая мировая война
К началу Второй Мировой войны в ряде стран уже были созданы проекты десантных кораблей и катеров: в Англии (Mechanized Landing Craft и Landing craft Mk.I), Германии (Marinefährprahm A, B, C, D — type), России (Болиндер и Эльпидифор), США (Vehicle and Personnel Landing Craft, Tank Landing Craft и Infantry Landing Craft), Японии (Daihatsu и Toku Daihatsu). Их массовая постройка была связана с масштабными боевыми операциями на побережьях между странами «оси» и странами антигитлеровской коалиции.

### После войны

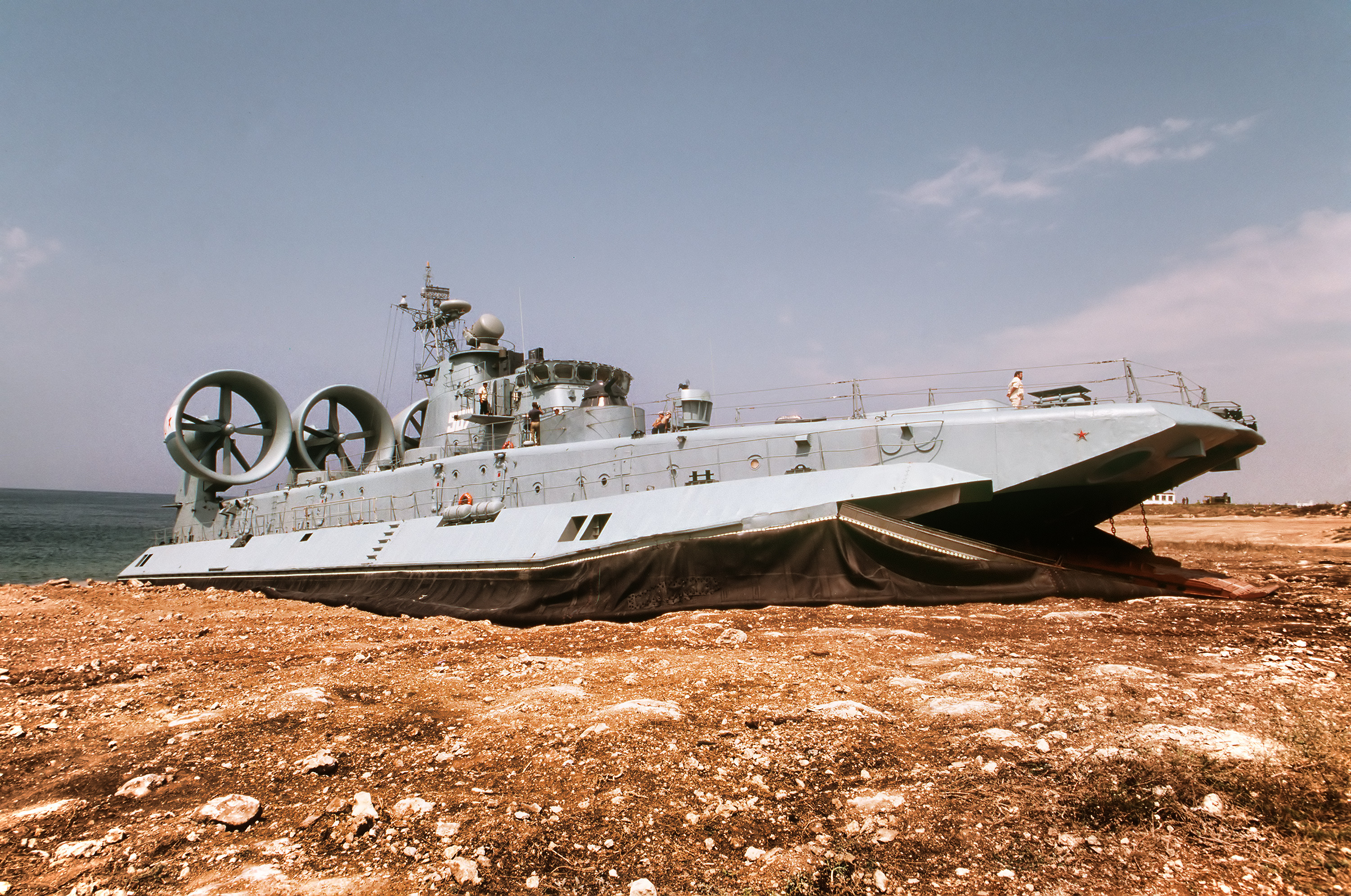
«Зубр» — крупнейший класс десантных кораблей на воздушной подушке (относительно других десантных кораблей является малым)

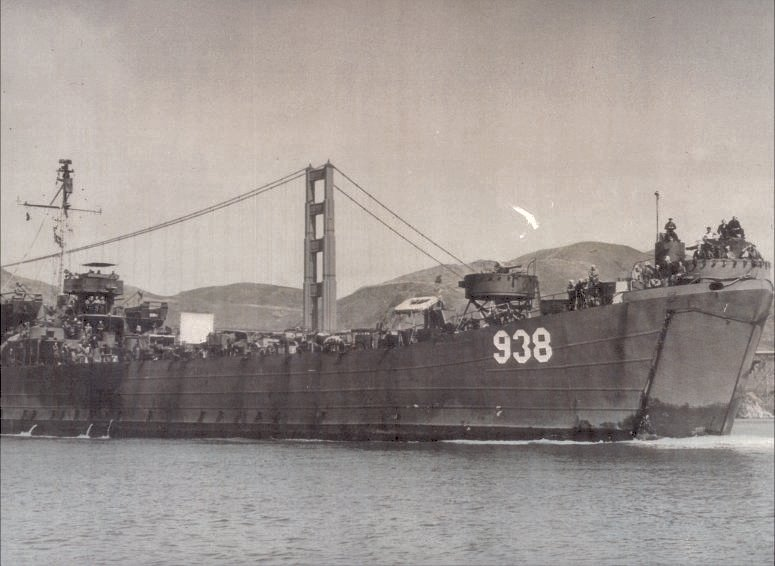
Большой танкодесантный корабль ВМС США Maricopa County. Был передан в состав ВМС Южного Вьетнама как Da Nang, у которых был захвачен армией Северного Вьетнама в 1975 году

В СССР особое развитие получили десантные корабли на воздушной подушке. Кроме того шли (но так и не были завершены, хотя были доведены до выпуска опытной серии) работы по созданию десантных экранопланов.
Помимо десантных кораблей, способных непосредственно высаживать десант на берег, некоторые страны, в частности США, используют в качестве десантных очень крупные корабли — так называемые «универсальные десантные» (УДК) по советской и современной российской классификации (по классификации Флота Соединенных Штатов — англ. Landing Helicopter Assault (LHA) и англ. Landing Helicopter Dock (LHD)). Это большие корабли, объединяющие в себе сразу несколько функций — перевозку личного состава (до 2000 человек) с вооружением и техникой, док-камерой для малых десантно-высадочных средств и полётной палубы с ангаром для базирования палубных транспортно-десантных вертолётов, палубных вертолётов-тральщиков, палубных вертолётов огневой поддержки и палубных штурмовиков (фактически — истребителей-штурмовиков) с коротким взлётом и вертикальной посадкой. УДК также являются местом дислокации штаба руководства десантной операцией и госпиталя.

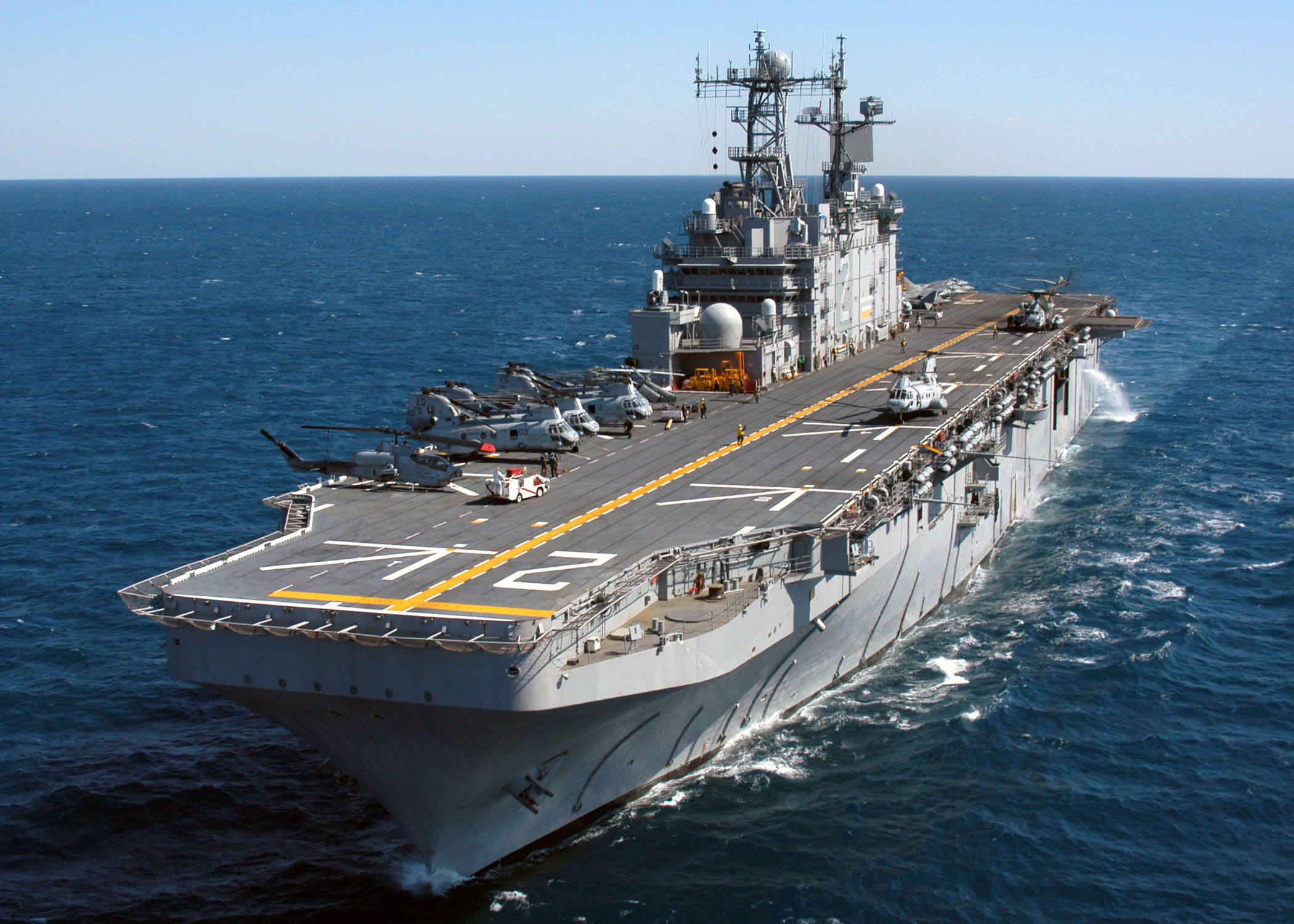
Универсальный десантный корабль

С появлением американских универсальных десантных кораблей типа «Тарава» в Советском Союзе делались проработки для собственного корабля аналогичного типа (пр. 11780) на основе ТАКР «Адмирал Горшков». Проект осуществлён не был. Тем не менее большие десантные корабли проекта 1174 были вооружены четырьмя корабельными транспортно-боевыми вертолётами Ка-29 каждый.

## Классификация
В отечественной классификации десантных кораблей и катеров выделяют:
- Штабной десантный корабль,
- Универсальный десантный корабль (УДК),
- Десантный вертолётоносец,
- Десантный вертолётоносный корабль-док (ДВКД),
- Десантный транспорт-док (ДТД),
- Танкодесантный корабль (ТДК; фактически все современные БДК, СДК и МДК являются танкодесантными),
- Большой десантный корабль (БДК),
- Средний десантный корабль (СДК),
- Малый десантный корабль (МДК),
- Десантный корабль на воздушной подушке (ДКВП, малого класса),
- Десантный катер (ДКА, подразделяются на большие и малые; малые ДКА, кроме того, подразделяются на пехотно- и танкодесантные),
- Десантный катер на воздушной подушке (ДКАВП, подразделяются на большие и малые; малые ДКАВП, кроме того, подразделяются на пехотно- и танкодесантные),
- Десантно-транспортная атомная подводная лодка сил специальных операций (ПЛА ССО),
- Малый десантный корабль-экраноплан (МДКЭ).

По конструктивным типам среди десантных кораблей различают:
- Авианесущие
- Вертолётонесущие,
- Лихтеровоз (например десантный транспорт-док),
- Ролкер (например танкодесантный корабль с аппарелью),
- Судно на воздушной подушке (СВП),
- Судно на воздушной каверне,
- Десантная подводная лодка,
- Экраноплан.

Также выделяют обеспечивающие десантную операцию суда:
- Десантный войсковой транспорт (ДВТР)
- Десантный грузовой транспорт (ДГТР)
- Десантный грузовой транспорт-док (ДГТД)
- Судно заблаговременного складирования (судно-склад)
- Корабль огневой поддержки десанта,
- Десантно-высадочное средство (ДВС; сюда входят десантно-высадочные («корабль-берег») катера (в том числе и на воздушной подушке), самоходные плашкоуты, моторные лодки сил специальных операций).